# Dasyurus
Genre
Dasyurus est un genre de petits mammifères marsupiaux de la famille des Dasyuridae.
Ils sont appelés dasyures ou « chat marsupial » bien que n'appartenant pas à la famille des félins.

## Aire de répartition
Les espèces de ce genre se rencontrent en Australie et en Nouvelle-Guinée.

## Étymologie
Nom venant du grec dasus, « velu », et oura, « queue ».

## Description
Ce petit mammifère arboricole et carnivore de l'ordre des marsupiaux possède un pelage brun tacheté ou un petit gris. Sa taille et sa forme lui ont valu son surnom de chat marsupial.

## Listes des espèces
Selon Mammal Species of the World (version 3, 2005)  (29 août 2010) :
- Dasyurus albopunctatus Schlegel, 1880 — chat marsupial de Nouvelle-Guinée
- Dasyurus geoffroii Gould, 1841 — chat marsupial de Geoffroy
- Dasyurus hallucatus Gould, 1842 — chat marsupial du nord
- Dasyurus maculatus (Kerr, 1792) — chat marsupial à queue tachetée ou dasyure tigre — Spotted Quoll ou Spotted-tail Quoll ou Tiger Quoll
- Dasyurus spartacus  Van Dyck, 1987 — chat marsupial bronzé
- Dasyurus viverrinus (Shaw, 1800) — chat marsupial moucheté ou dasyure viverrin ou dasyure oriental